# Hans-Peter Lanig
Hans-Peter Lanig, född 7 december 1935 i Bad Hindelang i Bayern, död 28 januari 2022 i Bad Hindelang, var en tysk alpin skidåkare.
Lanig blev olympisk silvermedaljör i störtlopp vid vinterspelen 1960 i Squaw Valley.